# Ủy ban Khoa học Liên Hợp Quốc về Tác động Bức xạ Nguyên tử
Ủy ban Khoa học Liên Hợp Quốc về Tác động Bức xạ Nguyên tử viết tắt theo tiếng Anh là UNSCEAR (The United Nations Scientific Committee on the Effects of Atomic Radiation) là cơ quan Liên Hợp Quốc chịu trách nhiệm giám sát và công bố các báo cáo chính về các nguồn và tác động của bức xạ ion hóa. Ủy ban được thành lập theo Nghị quyết của Đại hội đồng Liên Hợp Quốc năm 1955 .
Có 21 quốc gia được chỉ định cung cấp các nhà khoa học làm thành viên của ủy ban, tổ chức các cuộc họp chính thức hàng năm và đệ trình một báo cáo lên Đại hội đồng. Tổ chức này không có quyền thiết lập các tiêu chuẩn bức xạ cũng như không đưa ra các khuyến nghị liên quan đến kiểm định hạt nhân. Nó được thành lập chỉ để "xác định chính xác sự phơi nhiễm hiện tại của dân số thế giới đối với bức xạ ion hoá".
Ủy ban có văn phòng nhỏ đặt tại Vienna và có chức năng liên kết với Chương trình Môi trường Liên Hợp Quốc tổ chức các phiên họp hàng năm và quản lý việc chuẩn bị các tài liệu cho sự giám sát của Ủy ban.